# (518) Halawe
(518) Halawe es un asteroide perteneciente al cinturón de asteroides descubierto el 20 de octubre de 1903 por Raymond Smith Dugan desde el observatorio de Heidelberg-Königstuhl, Alemania.
Está nombrado por la halva, un dulce árabe favorito del descubridor.